# Соломон Лурія
Шло́мо Лу́рія, також Соломон Лурія (івр. שלמה לוריא; пол. Salomon ben Jechiel Luria), якого також називали Магаршал (івр. מהרש"ל) — скорочення від Morenu ha-Raw Rabi Szlomo Luria (укр. Наш Учитель, Рабі Шломо Лурія); нар. 1510 — пом. 7 листопада 1573 — ашкеназійський рабин. Головний рабин Берестя, Волині та Любліна. Ректор єшив у Бересті, Острозі та Любліні. За окремими оцінками, найвидатніший вчений-талмудист свого часу.

## Біографія
Шломо Лурія походив із відомої родини рабинів. Його рід мав ельзаські корені, але згодом предки Соломона переселились до Литви, пізніше — до Великопольщі. Його батько Янкель був рабином Слуцька, а дід Ісаак Клаубер — рабином Познані.
Шломо Лурія народився у 1510 році у Бересті. В юному віці поїхав на навчання до свого діда, рабина Клаубера, в Познань. У травні 1535 року в місті сталася велика пожежа, в якій згорів і дім Клауберів (разом із багатою бібліотекою рабина). Після того Лурія продовжив навчання у рабина Острога Кальмана Габеркастена. Згодом Шломо одружився з донькою Габеркастена Ліпкою.

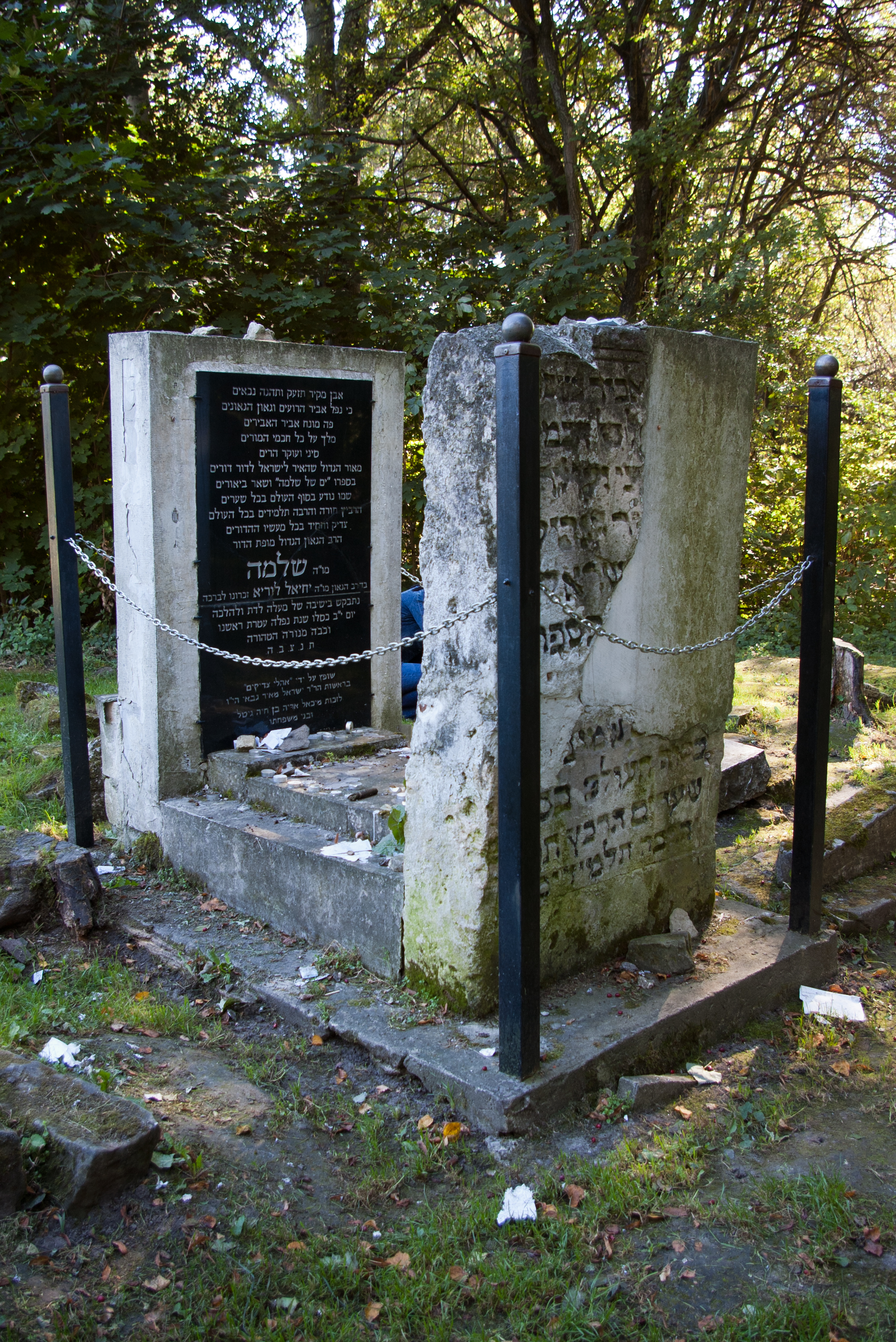
Могила Шломо Лурії. Надгробок з XIX століття

За деякий час Соломон Лурія був призначеним рабином Берестя і заснував там єшиву. Ймовірно, недовго проживав у Вільні. Близько 1550 року зайняв пост рабина Острога і керівника острозької єшиви після свого тестя Кальмана Габеркастена, а незабаром обійняв посаду головного рабина усієї Волині. У 1555 році став рабином Любліна. Деякий час перебував у цьому місті, але внаслідок сварки з Шаломом Шахною покинув Люблін і повернувся до Острога. Лише після смерті Шахни Лурія остаточно переїхав до Любліна.
У 1567 році Король Польщі Сигізмунд II Август надав Соломону Лурії титул ректора люблінської єшиви. На цій посаді Магаршал перебував до своєї смерті, зробивши навчальний заклад відомим по всій середньовічній Європі.
Помер у 1573 році. Похований на Старому єврейському цвинтарі в Любліні. На його честь люблінські євреї назвали головну синагогу міста синагогою Магаршала.

## Наукові погляди та праці Шломо Лурії
Магаршал був послідовним противником пілпулу, методу аналізу Талмуду, розробленого рабином Якобом Поллаком та його учнем Шаломом Шахною. На відміну від них, Лурія вважав за найкращий спосіб отримання знань ретельний філологічний аналіз Талмуду.
Підтримував дружні стосунки зі своїм кузеном, краківським рабином Моше Ісерлесом, які виразно читаються у листуванні між двома рабинами. Однак ця приязнь не завадила Лурії жорстко розкритикувати Іссерлеса, коли до Магаршала дійшли відомості про те, що той вивчав філософію, зокрема, твори «необрізаного Аристотеля».
До основних текстів Соломона Лурії належать:
- Jam szel Szlomo (ים של שלמה; Море Соломона) — головна праця Магаршала, яку він, однак, так і не закінчив. Друком вийшли лише окремі частини «Моря Соломона»;
- Chochmat Szlomo (חכמת שלמה; Мудрість Соломона) — глоси та коментарі до Талмуду;
- Amudej Szlomo (עמודי שלמה; Стовпи Соломона) — коментарі до Сефер га-Міцвот[en] Маймоніда.